# James Frey

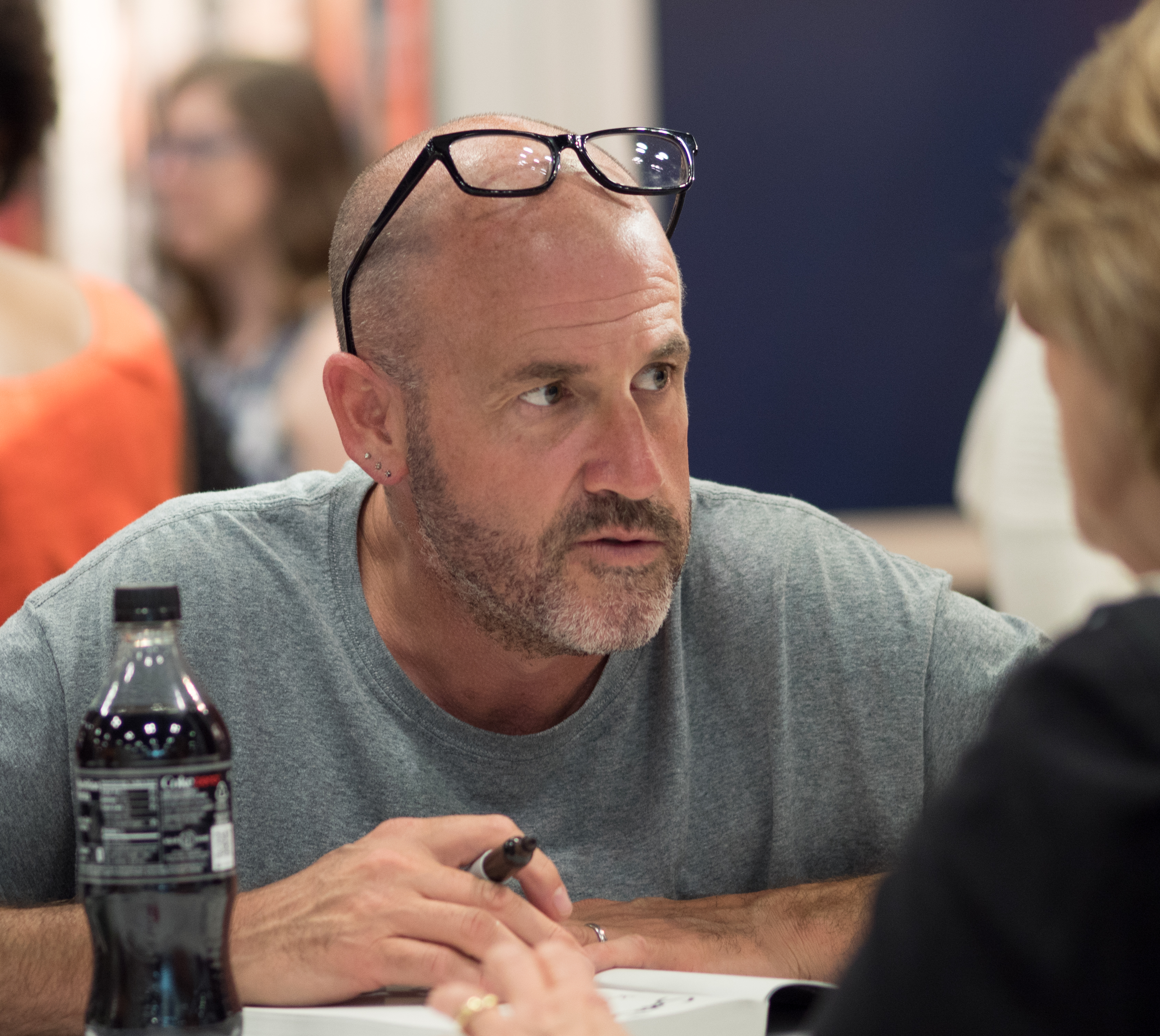
James Frey, 2018

James Christopher Frey (* 12. September 1969 in Cleveland, Ohio) ist ein US-amerikanischer Schriftsteller, dessen scheinbar autobiografische Romane A Million Little Pieces und My Friend Leonard in den USA zu Bestsellern wurden. In beiden Büchern geht es um Drogenkonsum und Alkoholsucht. Freys Behauptungen über sein Leben als Suchtkranker und seine angeblichen Konflikte mit dem Gesetz wurden Anfang 2006 Gegenstand einer umfangreichen Kontroverse, als die Internetseite The Smoking Gun nachweisen konnte, dass für fast keines seiner Erlebnisse irgendein Beleg existiert. Nach diesem Skandal um gefälschte „Authentizität“ schlug Frey künstlerisch einen neuen Weg ein und schrieb den collagenhaften, formal ambitionierten Los-Angeles-Roman Bright Shiny Morning, der 2008 erschien.

## Biographie

### Leben
Frey wuchs in Ohio und Michigan auf und machte 1988 seinen High-School-Abschluss, um an der Denison University und am School of the Art Institute of Chicago zu studieren. 1993 ließ er zwei Monate lang seine Drogensucht und seinen Alkoholismus in der Rehabilitationsklinik Hazelden in Minnesota behandeln und wurde seitdem nicht mehr rückfällig.
Frey zog 1994 nach Chicago und schlug sich mit Gelegenheitsjobs durch, um 1996 nach Los Angeles zu ziehen, wo er als Drehbuchautor und Filmschaffender tätig war. Frey lebt mit seiner Frau Maya und seiner Tochter Maren zurzeit in New York City.

### Karriere
1996 begann Frey mit der Arbeit an dem Roman A Million Little Pieces (auf Deutsch unter dem Titel Tausend kleine Scherben erschienen). Um all seine Zeit und Energie auf das Buch verwenden zu können, nahm er eine zweite Hypothek auf sein Haus auf und sparte an allen möglichen Stellen. Nach Abschluss des Romans wollte er ihn zunächst als fiktionales Werk verkaufen, hatte damit aber keinen Erfolg.
A Million Little Pieces erschien im Mai 2003 als Autobiografie und wurde ein Bestseller. Frey beschreibt darin in äußerst drastischer Sprache, wie er angeblich schon in frühen Jahren zum Verbrecher wurde, Drogen nahm und etliche Male im Gefängnis saß. 2004 folgte mit My Friend Leonard der zweite Teil dieser angeblichen Autobiografie.
Im September 2005 wurde A Million Little Pieces in Oprah Winfreys TV-Show vorgestellt und ausführlich gelobt. Danach wurde der Roman noch einmal um einiges populärer und führte erneut die Bestsellerlisten an.

### Kontroverse
Am 8. Januar 2006 veröffentlichten die Autoren der Internetseite The Smoking Gun einen umfangreichen Artikel unter dem Titel A Million Little Lies (frei übersetzt „Tausend kleine Lügen“, im Bezug auf Freys Buchtitel). Darin wird aufgezeigt, dass es für die meisten Erlebnisse, von denen Frey berichtet, keine Beweise gibt und sogar einige sich nie so zugetragen haben können. Nirgendwo in den Vereinigten Staaten finden sich Kriminalakten oder sonstige Daten, die Gefängnisaufenthalte oder Verwicklungen in sonstige illegale Aktivitäten seinerseits bestätigen.
Ein ehemaliger Nachbar der Freys, Paul Santarlas, widerspricht James Freys Aussage, dieser sei als „böser Bube“ in der Stadt bekannt gewesen. Auch die Angehörigen zweier Studentinnen, Jane Hall und Melissa Sanders, die 1986 bei einem Zugunglück in Michigan starben, wissen offenbar nichts von einer Beteiligung Freys, wie er sie in seinem Buch darstellt. Auffällig ist außerdem, dass fast alle wichtigen Figuren aus seinem angeblichen Leben tot, geistesgestört oder aus anderen Gründen nicht auffindbar sind und so niemand das Berichtete bestätigen kann.
Bereits vor dem Smoking-Gun-Artikel hatten mehrere Zeitungen und Internetdienste Freys Ausführungen in Zweifel gezogen, darunter die in Moskau veröffentlichte englischsprachige Zeitung the eXile, die als einzigen „Gefängnisaufenthalt“ Freys fünf harmlose Stunden auf einer Polizeistation finden konnte, nach denen er gegen Kaution entlassen wurde. Der Minneapolis Star Tribune hatte das Buch schon 2003 in Zweifel gezogen, worauf Frey zugegeben hatte, „kleine Details“ aus Gründen der Dramatik verändert zu haben.
Nachdem anfänglich sowohl sein Verlag als auch Oprah Winfrey ihre Unterstützung und ihr Vertrauen für Frey zum Ausdruck gebracht hatten, wurden immer mehr kritische Stimmen laut, bis der Autor schließlich öffentlich eingestand, wesentliche Teile seiner beiden Biografien erfunden zu haben. Eine formelle Entschuldigung wurde den neuen Auflagen der Bücher hinzugefügt, während Winfrey in ihrer Talkshow ihre Wut und Enttäuschung über die Unwahrheiten äußerte – ihr wurde daraufhin selbst vorgeworfen, sich unglaubwürdig zu verhalten.

### Comeback
Mit Bright Shiny Morning präsentierte sich James Frey 2008 nach zwei Jahren des Schweigens als ehrgeiziger Autor, der die unendlich vielen Facetten einer Metropole (Los Angeles) zum Thema seines Romans macht und sich dabei auf Vorbilder wie Victor Hugo, Charles Dickens, Lew Tolstoi und John Dos Passos beruft. Das Buch ist ein Kaleidoskop von teils dramatischen, teils banalen Einzelschicksalen, die ohne Verbindung parallel erzählt werden und verschiedenste Milieus und Schichten abdecken. Außerdem stellt Frey lange Listen mit „Fun Facts“ und „Facts Not So Fun“ über Los Angeles zusammen, die zum Beispiel Waffenbesitz, Streetgangs, Naturkatastrophen und das Verkehrswegenetz betreffen. Daneben streut er auch vermutlich erfundene Details wie das Bananen-Museum, den Video-Friedhof und die Hitler-Studien ein. Bis zur letzten Seite geht es um die Faszination, die L.A. auf Zuwanderer aus der ganzen Welt ausübt, auch wenn ihre Träume häufig scheitern.
Der Roman fand überwiegend positive Resonanz. In der New York Times äußerte Janet Maslin, die zuvor zu den schärfsten Kritikern von Frey gehört hatte, ihre Bewunderung für das „big book“ und den „furiously good storyteller“. Im Guardian urteilte der britische Schriftsteller Irvine Welsh, dass Bright Shiny Morning ohne Übertreibung als das literarische Comeback des Jahrzehnts zu bezeichnen sei: „James Frey ist wahrscheinlich einer der besten und wichtigsten Autoren, die in den vergangenen Jahren aufgetaucht sind.“ Einen Verriss lieferte hingegen die Los Angeles Times, in der David L. Ulin von einem „abscheulichen Roman“ und „literarischen Wrack“ schrieb. In der Frankfurter Allgemeinen Zeitung berichtete deren USA-Korrespondent Jordan Mejias von einem „zersplitterten Stadtpanorama in den knalligsten Farben“, einem „scharf gewürzten Eintopf“ und Freys „unverschämter Lässigkeit“.
Für „the sheer number and length of dubious erotic passages“ in seinem Roman Katerina wurde Frey 2018 mit dem Bad Sex in Fiction Award beehrt.

## Bibliographie

### Romane
- 2003 – A Million Little Pieces (dt. Tausend kleine Scherben, Goldmann 2004. ISBN 3-442-31072-5)
- 2005 – My Friend Leonard
- 2008 – Bright Shiny Morning (dt. Strahlend schöner Morgen, Ullstein 2009. ISBN 978-3-550-08767-7)
- 2010 – I Am Number Four (dt. Ich bin Nummer Vier, Aufbau 2011. ISBN 978-3-351-04128-1)
- 2011 – The Final Testament of the Holy Bible (dt. Das letzte Testament der Heiligen Schrift, Haffmans & Tolkemitt 2012. ISBN 978-3-942989-04-6)
- 2014 – Endgame – The Calling (dt. Endgame: Die Auserwählten, Oetinger 2014. ISBN 3-7891-3522-4)
- 2015 – Endgame – Sky Key (dt. Endgame: Die Hoffnung, Oetinger 2015. ISBN 978-3-7891-3524-8)
- 2016 – Endgame – Rules of the Game (dt. Endgame: Die Entscheidung, Oetinger 2016. ISBN 978-3-8415-0419-7)
- 2018 – Katerina

### Drehbücher
- 1998 – Kissing a Fool
- 1998 – Sugar: The Fall of the West
- 2006 – Tausend kleine Scherben